# Liste des joueurs de la Jeunesse sportive de Kabylie
Cet article regroupe les joueurs de la Jeunesse sportive de Kabylie depuis 1968.

## A
- Haut – A
- B
- C
- D
- E
- F
- G
- H
- I
- J
- K
- L
- M
- N
- O
- P
- Q
- R
- S
- T
- U
- V
- W
- X
- Y
- Z

| Nom                  | Période             | Nationalité | Réf.   |
| -------------------- | ------------------- | ----------- | ------ |
| Abdeslam Kamel       | 1978-1991           | Algérie     | ,      |
| Abdeslam Cherif      | 2006-2009           | Algérie     | [ 2 ]  |
| Achiou Hocine        | 2008-2009           | Algérie     | [ 3 ]  |
| Adane Rachid         | 1983-1997           | Algérie     | ,      |
| Adghigh Rachid       | 1980-1992           | Algérie     | [ 6 ]  |
| Ait Amar Ali         | 1967-1972           | Algérie     | [ 7 ]  |
| Ait Kaci Mohamed     | 2006-2008           | Algérie     | [ 8 ]  |
| Ait Tahar Mourad     | 1987-1994 1997-1999 | Algérie     | [ 9 ]  |
| Akkouche Yassine     | 2009-2010           | Algérie     | [ 10 ] |
| Akriche Miloud       | 1999-2000           | Algérie     | [ 11 ] |
| Amaouche Hakim       | Années 1990         | Algérie     | [ 12 ] |
| Amaouche Yacine      | 2002-2003 2008-2009 | Algérie     | [ 13 ] |
| Adjaz Mourad         | 1992-1996           | Algérie     | [ 12 ] |
| Amri Salem           | 1972-1982           | Algérie     | [ 14 ] |
| Amrouche Rezki       | 1994-1997 2000-2001 | Algérie     | [ 15 ] |
| Amrous Hocine        | 1972-1974           | Algérie     | [ 16 ] |
| Anane Mustapha       | 1968-1978           | Algérie     | [ 17 ] |
| Aouis Kamel          | 1972-1985           | Algérie     | [ 18 ] |
| Athmani Boubeker     | 2006-2008           | Algérie     | [ 19 ] |
| Aoudia Mohamed Amine | 2009-2011           | Algérie     | [ 20 ] |
| Asselah Malik        | 2010-2014 2016-2018 | Algérie     | [ 21 ] |
| Azuka Izu            | 2008-2010           | Nigeria     | [ 22 ] |

## B
- Haut – A
- B
- C
- D
- E
- F
- G
- H
- I
- J
- K
- L
- M
- N
- O
- P
- Q
- R
- S
- T
- U
- V
- W
- X
- Y
- Z

| Nom                      | Période             | Nationalité | Réf.   |
| ------------------------ | ------------------- | ----------- | ------ |
| Bahbouh Lyes             | Années 1980         | Algérie     | [ 12 ] |
| Bahloul Hamid            | 2001-2002           | Algérie     | [ 23 ] |
| Baileche Mokrane         | 1974-1977           | Algérie     | [ 24 ] |
| Baris Rachid             | 1972-1985           | Algérie     | [ 25 ] |
| Barry Demba              | 2007-2009           | Algérie     | [ 26 ] |
| Belahcene Ali            | 1977-1988           | Algérie     | [ 27 ] |
| Belaoued Ayache          | 2008-2009           | Algérie     | [ 28 ] |
| Belgherbi Mohamed        | 2003-2004           | Algérie     | [ 29 ] |
| Belkaid Farouk           | 1998-2005           | Algérie     | [ 30 ] |
| Belkheir Mohamed         | 2003-2004           | Algérie     | [ 31 ] |
| Belmellat Farid          | 1991-1992           | Algérie     | [ 32 ] |
| Benayen Rachid           | 2003-2004           | Algérie     | [ 33 ] |
| Benchikha Ryad           | 1995-1996           | Algérie     | [ 34 ] |
| Bendahmane Lounes        | 2000-2005           | Algérie     | [ 35 ] |
| Bendebka Ali             | 2007                | Algérie     | [ 36 ] |
| Bengorine Sofiane        | 2007-2008           | Algérie     | [ 37 ] |
| Benoufella Nadir         | 2007-2008           | Algérie     | [ 38 ] |
| Bensaïd Adlène           | 2007-2009           | Algérie     | [ 39 ] |
| Benhadj Djillali         | 2004-2006           | Algérie     | [ 40 ] |
| Benhamlat Abdelazziz     | 1991-2003           | Algérie     | [ 41 ] |
| Berchiche Koceila        | 2007-2011 2015-2017 | Algérie     | [ 42 ] |
| Berramla Tayeb           | 2007-2009           | Algérie     | [ 43 ] |
| Berguiga Hamid           | 2001-2006           | Algérie     | [ 44 ] |
| Berkani Abdennour        | 1963-1971           | Algérie     | [ 45 ] |
| Berrefane Mourad         | 2006-2011           | Algérie     | [ 46 ] |
| Besseghir Said           | 2000-2004           | Algérie     | [ 47 ] |
| Bezzaz Yacine            | 2001-2002           | Algérie     | [ 48 ] |
| Bouabdalah Daoud         | 2005-2005           | Algérie     | [ 49 ] |
| Bouakaz                  | 1971-1972           | Algérie     | [ 50 ] |
| Boubrit Hakim            | 1994-2005           | Algérie     | [ 51 ] |
| Boudjakdji Anwar Mohamed | 2004-2006           | Algérie     | [ 52 ] |
| Boudjellid Bachir        | 1999-2001 2008-2009 | Algérie     | [ 53 ] |
| Boughrara Lyamine        | 1996-2000           | Algérie     | [ 12 ] |
| Bouiche Nacer            | 1983-1990           | Algérie     | [ 54 ] |
| Boudjellid Bachir        | 2008-2009           | Algérie     | [ 55 ] |
| Boukadoum Mahfoud        | 1977-1980           | Algérie     | [ 56 ] |
| Boukellal Mourad         | 1994-1997           | Algérie     | [ 57 ] |
| Boukhari Abderrahmane    | 2005-2007           | Algérie     | [ 58 ] |
| Boukria Lyes             | 2008-2010           | Algérie     | [ 59 ] |
| Boumati                  | 1974-1977           | Algérie     | [ 60 ] |
| Bourougba Ramzi          | 2006-2008           | Algérie     | [ 61 ] |
| Boussefiane Mohamed      | 2009                | Algérie     | [ 62 ] |
| Bouzar Farid             | Années 1980         | Algérie     | [ 12 ] |
| Bouzid Atik              | 2003-2005           | Algérie     | [ 63 ] |
| Braham Chaouch Karim     | 2009-2010           | Algérie     | [ 64 ] |

## C
- Haut – A
- B
- C
- D
- E
- F
- G
- H
- I
- J
- K
- L
- M
- N
- O
- P
- Q
- R
- S
- T
- U
- V
- W
- X
- Y
- Z

| Nom                          | Période   | Nationalité | Réf.   |
| ---------------------------- | --------- | ----------- | ------ |
| Cerbah Mahdi                 | 1973-1981 | Algérie     | [ 65 ] |
| Chaouchi Faouzi              | 2006-2009 | Algérie     | [ 66 ] |
| Cherif El Ouazzani Abdennour | 2009-2011 | Algérie     | [ 67 ] |
| Coulibaly Idrissa            | 2008-2011 | Mali        | [ 68 ] |

## D
- Haut – A
- B
- C
- D
- E
- F
- G
- H
- I
- J
- K
- L
- M
- N
- O
- P
- Q
- R
- S
- T
- U
- V
- W
- X
- Y
- Z

|  | Dabo Cheikh Omar     | 2006-2007           | Mali    | [ 69 ] |
|  | Dali Rachid          | 1972-1977           | Algérie | [ 70 ] |
|  | Daoud Omar           | 2005-2007           | Libye   | [ 71 ] |
|  | Daham Noureddine     | 2002-2003           | Algérie | [ 72 ] |
|  | Derdar Rabah         | 1968-1973           | Algérie | [ 73 ] |
|  | Dehouche Nassim      | 2007-2010           | Algérie | [ 74 ] |
|  | Derrag Mohamed       | 2007-2009           | Algérie | [ 75 ] |
|  | Derridj Mourad       | 1968-1974           | Algérie | [ 76 ] |
|  | Dilmi Rabie          | 2002-2005           | Algérie | [ 77 ] |
|  | Djahnit Aberrezak    | 1989-1992           | Algérie | [ 78 ] |
|  | Djebbar Abdellah     | 1970-1977           | Algérie | [ 79 ] |
|  | Djezzar Ramdane      | 1962-1972           | Algérie | [ 80 ] |
|  | Djouder Samir        | 2002-2007           | Algérie | [ 81 ] |
|  | Dob Mounir           | 2000-2003           | Algérie | [ 82 ] |
|  | Dob Fodil            | 2002-2003           | Algérie | [ 83 ] |
|  | Douadi Bachir        | 1976-1981           | Algérie | ,      |
|  | Doudène Karim        | 1993-2005           | Algérie | [ 86 ] |
|  | Douicher Lamara      | 2003-2011           | Algérie | [ 87 ] |
|  | Douicher Takfarinas  | 2000-2005           | Algérie | [ 88 ] |
|  | Drioueche Noureddine | 1998-2003 2004-2007 | Algérie | [ 89 ] |

## E
- Haut – A
- B
- C
- D
- E
- F
- G
- H
- I
- J
- K
- L
- M
- N
- O
- P
- Q
- R
- S
- T
- U
- V
- W
- X
- Y
- Z

| Nom               | Période   | Nationalité | Réf.   |
| ----------------- | --------- | ----------- | ------ |
| Endzanga Wilfried | 2003-2006 | CGO         | [ 90 ] |

## F
- Haut – A
- B
- C
- D
- E
- F
- G
- H
- I
- J
- K
- L
- M
- N
- O
- P
- Q
- R
- S
- T
- U
- V
- W
- X
- Y
- Z

| Nom              | Période   | Nationalité | Réf.   |
| ---------------- | --------- | ----------- | ------ |
| Fergani Ali      | 1979-1987 | Algérie     | [ 91 ] |
| Ferhat           | 1976-1977 | Algérie     | [ 92 ] |
| Ferradji Mohamed | 2003-2005 | Algérie     | [ 93 ] |

## G
- Haut – A
- B
- C
- D
- E
- F
- G
- H
- I
- J
- K
- L
- M
- N
- O
- P
- Q
- R
- S
- T
- U
- V
- W
- X
- Y
- Z

| Nom             | Période             | Nationalité | Réf.   |
| --------------- | ------------------- | ----------- | ------ |
| Gaouaoui Lounes | 1999-2007           | Algérie     | [ 94 ] |
| Gasmi Hocine    | 1999-2000           | Algérie     | [ 95 ] |
| Ghazi Farid     | 1997-1999 2002-2003 | Algérie     | [ 96 ] |
| Guechtouli      | 1971-1972           | Algérie     | [ 97 ] |

## H
- Haut – A
- B
- C
- D
- E
- F
- G
- H
- I
- J
- K
- L
- M
- N
- O
- P
- Q
- R
- S
- T
- U
- V
- W
- X
- Y
- Z

| Nom                    | Période             | Nationalité | Réf.    |
| ---------------------- | ------------------- | ----------- | ------- |
| Habri Kamel            | 2003-2006           | Algérie     | [ 98 ]  |
| Hachi Karim            | 1997-2001           | Algérie     |         |
| Hadj-Adlane Tarek      | 1991-1996           | Algérie     | [ 99 ]  |
| Haliche Salem          | 2005-2007           | Algérie     | [ 100 ] |
| Hadjaoui Samir         | 2009-2010           | Algérie     | [ 101 ] |
| Haffaf Dahmane         | 1977-1993           | Algérie     | [ 102 ] |
| Hemitti Farès          | 2009-2011           | Algérie     | [ 103 ] |
| Hamouda Nabil          | 2007-2009           | Algérie     | [ 104 ] |
| Hamenad Omar           | 1988-1997           | Algérie     | [ 105 ] |
| Hamlaoui Nassim        | 2000-2007           | Algérie     | [ 106 ] |
| Hamlil Farid           | 2005-2006 2008-2010 | Algérie     | [ 107 ] |
| Hamrani Said           | 1971-1972           | Algérie     | [ 97 ]  |
| Hannachi Mohand Cherif | 1969-1983           | Algérie     | [ 12 ]  |
| Haouchine Amar         | 1967-1968           | Algérie     | [ 108 ] |
| Harb Abderrezak        | Années 1970         | Algérie     | [ 12 ]  |
| Harim Mouloud (en)     | 2003-2005           | Algérie     | [ 109 ] |
| Harkat Sofiane         | 2005-2008           | Algérie     | [ 110 ] |
| Hemani Nabil           | 2005-2008           | Algérie     | [ 111 ] |

## I
- Haut – A
- B
- C
- D
- E
- F
- G
- H
- I
- J
- K
- L
- M
- N
- O
- P
- Q
- R
- S
- T
- U
- V
- W
- X
- Y
- Z

| Nom           | Période     | Nationalité | Réf.    |
| ------------- | ----------- | ----------- | ------- |
| Iboud Mouloud | 1964-1984   | Algérie     | [ 112 ] |
| Iratni Hocine | Années 1980 | Algérie     | [ 12 ]  |

## J
- Haut – A
- B
- C
- D
- E
- F
- G
- H
- I
- J
- K
- L
- M
- N
- O
- P
- Q
- R
- S
- T
- U
- V
- W
- X
- Y
- Z

| Nom | Période | Nationalité | Réf. |
| --- | ------- | ----------- | ---- |
|     |         |             |      |

## K
- Haut – A
- B
- C
- D
- E
- F
- G
- H
- I
- J
- K
- L
- M
- N
- O
- P
- Q
- R
- S
- T
- U
- V
- W
- X
- Y
- Z

khati samir                                          1994-1999                                algerie

KHATI SAMIR                                     1993-1999
| Nom                  | Période     | Nationalité | Réf.    |
| -------------------- | ----------- | ----------- | ------- |
| Kadri Kamel          | 1986-1990   | Algérie     | [ 113 ] |
| Kaidi Said           | 2001-2004   | Algérie     | [ 114 ] |
| Karouf Mourad        | 1987-1994   | Algérie     |         |
| Ketchout Yacine      | 2003-2004   | Algérie     | [ 115 ] |
| Khadir Belkacem (en) | 1996-2005   | Algérie     | [ 116 ] |
| Kheddis Sid Ahmed    | 2007-2008   | Algérie     | [ 117 ] |
| Kheroubi             | Années 1990 | Algérie     | [ 12 ]  |
| Kolli Driss          | 1967-1973   | Algérie     | [ 118 ] |
| Kouffi Arezki        | 1967-1974   | Algérie     | [ 119 ] |

Khati Samir années 1990

## L
- Haut – A
- B
- C
- D
- E
- F
- G
- H
- I
- J
- K
- L
- M
- N
- O
- P
- Q
- R
- S
- T
- U
- V
- W
- X
- Y
- Z

| Nom             | Période     | Nationalité | Réf.    |
| --------------- | ----------- | ----------- | ------- |
| Laadjadj Youcef | Années 1970 | Algérie     | [ 12 ]  |
| Larbes Salah    | 1971-1987   | Algérie     | [ 120 ] |
| Larbi Mohand    | 2000-2007   | Algérie     | [ 121 ] |

## M
- Haut – A
- B
- C
- D
- E
- F
- G
- H
- I
- J
- K
- L
- M
- N
- O
- P
- Q
- R
- S
- T
- U
- V
- W
- X
- Y
- Z

| Nom                  | Période             | Nationalité | Réf.    |
| -------------------- | ------------------- | ----------- | ------- |
| Mahrez Sid-Ahmed     | 1997-1998           | Algérie     |         |
| Makri Belkacem       | 1975-1977           | Algérie     | [ 122 ] |
| Makhloufi Khaled     | 2009-2010           | Algérie     | [ 123 ] |
| Maroci Tayeb         | 2008-2010 2012-2014 | Algérie     | [ 124 ] |
| Marek Kamel          | 2005-2007           | Algérie     | [ 125 ] |
| Mazari Nabil         | 2003-2015           | Algérie     | [ 126 ] |
| Meddane Hakim        | 1988-1991 1996-2000 | Algérie     | [ 127 ] |
| Meddour Yazid        | 2007-2008           | Algérie     | [ 128 ] |
| Medjoudj Mohamed     | 2001-2003           | Algérie     | [ 129 ] |
| Meftah Mahieddine    | 1987-1996           | Algérie     | [ 130 ] |
| Meftah Rahim         | 2001-2007           | Algérie     | [ 131 ] |
| Meftah Mohamed Rabie | 2005-2010           | Algérie     | [ 132 ] |
| Meghraoui Mohamed    | 1999-2003           | Algérie     | [ 133 ] |
| Menad Djamel         | 1981-1987 1994-1996 | Algérie     | [ 134 ] |
| Menguelti Rabah      | 1975-1993           | Algérie     | [ 135 ] |
| Mokbel Malek         | 1981-1991           | Algérie     | [ 136 ] |
| Moussouni Fawzi      | 1997-2001 2004-2005 | Algérie     | [ 137 ] |
| Mohand-Said Mourad   | 1981-1983           | Algérie     |         |

## N
- Haut – A
- B
- C
- D
- E
- F
- G
- H
- I
- J
- K
- L
- M
- N
- O
- P
- Q
- R
- S
- T
- U
- V
- W
- X
- Y
- Z

| Nom           | Période   | Nationalité | Réf.    |
| ------------- | --------- | ----------- | ------- |
| Nazef Lahcène | 1997-2002 | Algérie     | [ 138 ] |

## O
- Haut – A
- B
- C
- D
- E
- F
- G
- H
- I
- J
- K
- L
- M
- N
- O
- P
- Q
- R
- S
- T
- U
- V
- W
- X
- Y
- Z

| Nom                | Période   | Nationalité | Réf.    |
| ------------------ | --------- | ----------- | ------- |
| Oladipupo Wassiou  | 2005-2008 | Bénin       | [ 139 ] |
| Ouahabi Yahia (en) | 1963-1971 | Algérie     | [ 140 ] |
| Oudahmane Nassim   | 2007-2008 | Algérie     | [ 141 ] |
| Ouichaoui Moncef   | 2004-2004 | Algérie     | [ 142 ] |
| Ouslati Fahem      | 2005-2007 | Algérie     | [ 143 ] |
| Oussalah Nassim    | 2005-2011 | Algérie     | [ 144 ] |
| Ouznadji Nouri     | 2008-2009 | Algérie     | [ 145 ] |

## P
- Haut – A
- B
- C
- D
- E
- F
- G
- H
- I
- J
- K
- L
- M
- N
- O
- P
- Q
- R
- S
- T
- U
- V
- W
- X
- Y
- Z

| Nom | Période | Nationalité | Réf. |
| --- | ------- | ----------- | ---- |
|     |         |             |      |

## Q
- Haut – A
- B
- C
- D
- E
- F
- G
- H
- I
- J
- K
- L
- M
- N
- O
- P
- Q
- R
- S
- T
- U
- V
- W
- X
- Y
- Z

| Nom | Période | Nationalité | Réf. |
| --- | ------- | ----------- | ---- |
|     |         |             |      |

## R
- Haut – A
- B
- C
- D
- E
- F
- G
- H
- I
- J
- K
- L
- M
- N
- O
- P
- Q
- R
- S
- T
- U
- V
- W
- X
- Y
- Z

| Nom            | Période   | Nationalité | Réf.    |
| -------------- | --------- | ----------- | ------- |
| Rafai Mustapha | 1967-1973 | Algérie     | [ 146 ] |
| Rhoune Mourad  | 1989-1996 | Algérie     | [ 147 ] |
| Raho Slimane   | 1998-2006 | Algérie     | [ 148 ] |
| Redjala        | 1971-1972 | Algérie     | [ 149 ] |

## S
- Haut – A
- B
- C
- D
- E
- F
- G
- H
- I
- J
- K
- L
- M
- N
- O
- P
- Q
- R
- S
- T
- U
- V
- W
- X
- Y
- Z

| Nom              | Période             | Nationalité | Réf.    |
| ---------------- | ------------------- | ----------- | ------- |
| Sadmi Hamid      | 1976-1990           | Algérie     | [ 150 ] |
| Sahraoui Salim   | 2000-2002           | Algérie     | [ 151 ] |
| Saib Ramzy       | 2003-2004           | Algérie     | [ 152 ] |
| Saib Moussa      | 1989-1992 2003-2004 | Algérie     | [ 153 ] |
| Saibi Youcef     | 2006-2008           | Algérie     | [ 154 ] |
| Saadi Youcef     | 2007-2008           | Algérie     | [ 155 ] |
| Saïdi Lyes       | 2009-2012           | Algérie     | [ 156 ] |
| Salhi Djamel     | 1986-1988           | Algérie     |         |
| Sedkaoui Arezki  | 1967-1972           | Algérie     | [ 157 ] |
| Selmoune Sofiane | 1995-1997           | Algérie     | [ 158 ] |
| Sessay Roberts   | 2004-2006           | Liberia     | [ 159 ] |

## T
- Haut – A
- B
- C
- D
- E
- F
- G
- H
- I
- J
- K
- L
- M
- N
- O
- P
- Q
- R
- S
- T
- U
- V
- W
- X
- Y
- Z

| Nom             | Période   | Nationalité | Réf.    |
| --------------- | --------- | ----------- | ------- |
| Tabti           | 1975-1976 | Algérie     | [ 160 ] |
| Tahir Kamel     | 1975-1976 | Algérie     | [ 161 ] |
| Talbi Mohamed   | 1972-1974 | Algérie     | [ 162 ] |
| Tamine          | 1966-1968 | Algérie     | [ 163 ] |
| Tchikou Mohamed | 2009-2010 | Algérie     | [ 164 ] |
| Tedjar Saâd     | 2009-2012 | Algérie     | [ 165 ] |
| Terzi Mouloud   | 1963-1968 | Algérie     | [ 163 ] |
| Terzi Mustapha  | 1964-1968 | Algérie     | [ 163 ] |
| Tikouk          | 1973-1974 | Algérie     | [ 166 ] |
| Issa Traoré     | 2007-2008 | Mali        | [ 167 ] |

## U
- Haut – A
- B
- C
- D
- E
- F
- G
- H
- I
- J
- K
- L
- M
- N
- O
- P
- Q
- R
- S
- T
- U
- V
- W
- X
- Y
- Z

| Nom | Période | Nationalité | Réf. |
| --- | ------- | ----------- | ---- |
|     |         |             |      |

## V
- Haut – A
- B
- C
- D
- E
- F
- G
- H
- I
- J
- K
- L
- M
- N
- O
- P
- Q
- R
- S
- T
- U
- V
- W
- X
- Y
- Z

| Nom | Période | Nationalité | Réf. |
| --- | ------- | ----------- | ---- |
|     |         |             |      |

## W
- Haut – A
- B
- C
- D
- E
- F
- G
- H
- I
- J
- K
- L
- M
- N
- O
- P
- Q
- R
- S
- T
- U
- V
- W
- X
- Y
- Z

| Nom | Période | Nationalité | Réf. |
| --- | ------- | ----------- | ---- |
|     |         |             |      |

## X
- Haut – A
- B
- C
- D
- E
- F
- G
- H
- I
- J
- K
- L
- M
- N
- O
- P
- Q
- R
- S
- T
- U
- V
- W
- X
- Y
- Z

| Nom | Période | Nationalité | Réf. |
| --- | ------- | ----------- | ---- |
|     |         |             |      |

## Y
- Haut – A
- B
- C
- D
- E
- F
- G
- H
- I
- J
- K
- L
- M
- N
- O
- P
- Q
- R
- S
- T
- U
- V
- W
- X
- Y
- Z

| Nom                  | Période   | Nationalité | Réf.    |
| -------------------- | --------- | ----------- | ------- |
| Yacef Hamza          | 2005-2007 | Algérie     | [ 168 ] |
| Yahi Mohamed         | 2005-2007 | Algérie     | [ 169 ] |
| Yahia Cherif Sid Ali | 2009-2011 | Algérie     | [ 170 ] |
| Younsi Mohamed       | 1971-1977 | Algérie     | [ 171 ] |
| Yousfi Mohamed       | 1970-1973 | Algérie     | [ 172 ] |
| Yoush Mohamed        | 1972-1973 | Algérie     | [ 173 ] |

## Z
- Haut – A
- B
- C
- D
- E
- F
- G
- H
- I
- J
- K
- L
- M
- N
- O
- P
- Q
- R
- S
- T
- U
- V
- W
- X
- Y
- Z

| Nom           | Période             | Nationalité | Réf.    |
| ------------- | ------------------- | ----------- | ------- |
| Zafour Brahim | 1995-2005 2006-2008 | Algérie     | [ 174 ] |
| Zazou Samir   | 2004-2006           | Algérie     | [ 175 ] |
| Zeghdoud Omar | 1972-1973           | Algérie     | [ 173 ] |
| Ziti Mohamed  | 2009-2011 2014-2016 | Algérie     | [ 176 ] |